# Gulg
Gulg ist ein Gemeindeteil der Stadt Mitterteich im oberpfälzischen Landkreis Tirschenreuth. 
Der Weiler liegt an dem gleichnamigen Basaltkegel.
Ursprünglich gehörte Gulg mit Steinmühle zur Gemeinde Pleußen, die anlässlich der Gemeindegebietsreform am 1. Juli 1972 zur Stadt Mitterteich kam.